# Andreas Jenike
Andreas „Andy“ Jenike (* 14. Juli 1988 in Hamburg) ist ein deutscher Eishockeytorwart, der seit Mai 2019 erneut bei den Iserlohn Roosters aus der Deutschen Eishockey Liga (DEL) unter Vertrag steht. Zuvor war Jenike bereits acht Spielzeiten bei den Nürnberg Ice Tigers in der DEL aktiv.

## Karriere

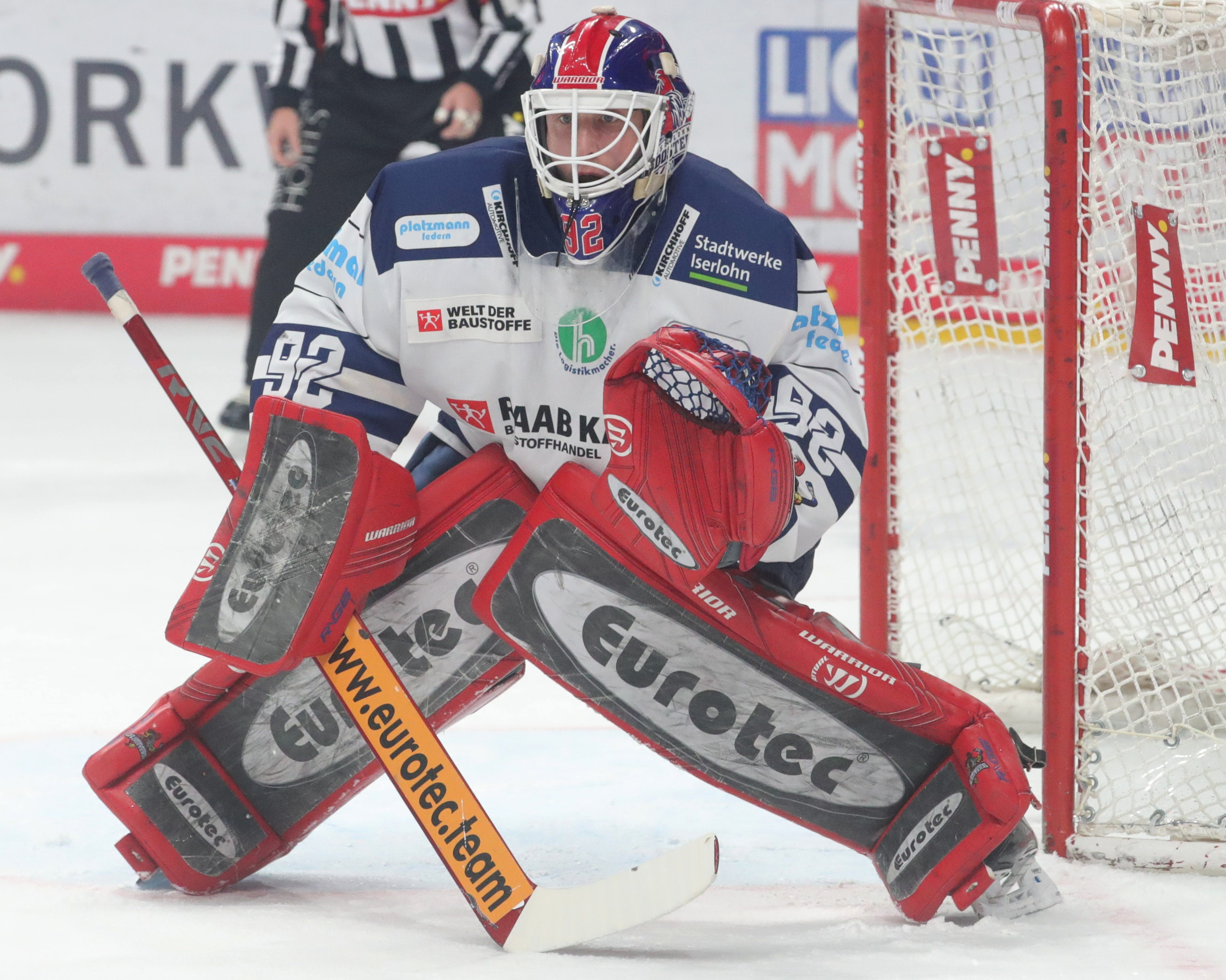
Jenike im Trikot der Iserlohn Roosters (2023)

Jenike spielte in der Saison 2003/04 in der Junioren-Bundesliga für den EHC 80 Nürnberg. Anschließend wechselte der Torwart zu den ECC Preussen Juniors Berlin in die Deutsche Nachwuchsliga (DNL). Im Sommer 2005 folgte der Wechsel nach Hannover. Dort stand Jenike als dritter Torwart im Oberliga-Kader der Hannover Indians und im Kader der Nachwuchsmannschaft, die in der Junioren-Bundesliga spielte. In den folgenden drei Jahren sammelte er somit erste Erfahrungen im Seniorenbereich, während die regelmäßige Spielpraxis von den Junioren kam. In der Saison 2007/08 stand der Linksfänger auch einige Spiele im Aufgebot des EHC Wolfsburg in der viertklassigen Regionalliga Nord.
Im Sommer 2008 wechselte Jenike zum Iserlohner EC, um als erster Torhüter in der Regionalliga NRW zu spielen. Außerdem stand er in der Saison 2008/09 als dritter Schlussmann im Kader der Iserlohn Roosters aus der Deutschen Eishockey Liga (DEL), wo er zu einem Einsatz als Back-Up kam. Anschließend wechselte Jenike zum EC Bad Tölz in die Oberliga, wo er zum Stammspieler wurde sowie die Eishockeynationalspielerin und seine spätere Ehefrau Ronja Richter kennenlernte. Ab 2010 war er zudem auch für die Nürnberg Ice Tigers mit einer Förderlizenz in der DEL spielberechtigt. Sein Debüt für die Ice Tigers gab er in der Saison 2011/12. Im Dezember 2011 unterschrieb Jenike schließlich einen Zweijahresvertrag in Nürnberg, der ab der Saison 2012/13 galt.
Nach der Spielzeit 2018/19 und insgesamt acht Jahren bei den Ice Tigers erhielt der Schlussmann keinen neuen Vertrag in Nürnberg und wechselte zum Ligakonkurrenten Iserlohn Roosters. Nachdem sein Einjahresvertrag bereits im Februar 2020 um ganze drei Jahre verlängert worden war, erhielt er im Frühjahr 2023 und 2024 erneute Verlängerungen seines bestehenden Arbeitsverhältnisses angeboten.

### International
Jenike feierte sein Debüt im Trikot der deutschen Nationalmannschaft im Verlauf der Saison 2014/15, als er im Rahmen der Euro Hockey Challenge 2015 zu einem Einsatz kam. Während des Deutschland Cups 2021 und der Euro Hockey Challenge 2022 hütete er nach einer sechsjährigen Pause erneut das deutsche Tor.

## Erfolge und Auszeichnungen
- 2012 Oberliga-Meister mit dem EC Bad Tölz
- 2017 Höchste Fangquote der DEL-Hauptrunde

## Karrierestatistik
Stand: Ende der Saison 2024/25
(Legende zur Torhüterstatistik: GP oder Sp = Spiele insgesamt; W oder S = Siege; L oder N = Niederlagen; T oder U oder OT = Unentschieden oder Overtime- bzw. Shootout-Niederlage; Min. = Minuten; SOG oder SaT = Schüsse aufs Tor; GA oder GT = Gegentore; SO = Shutouts; GAA oder GTS = Gegentorschnitt; Sv% oder SVS% = Fangquote; EN = Empty Net Goal; 1 Play-downs/Relegation; Kursiv: Statistik nicht vollständig)